# Æschere
Æschere è un personaggio del poema epico anglosassone Beowulf; è il più fedele guerriero di re Hroðgar, ucciso dalla madre di Grendel nell'attacco di quest'ultima ad Heorot dopo la morte di Grendel. Il suo nome è composto dal germanico Æsc ("frassino") e here ("esercito"). Beowulf e i suoi guerrieri geati trovarono la sua testa all'entrata della palude della madre di Grendel.